# Aviva Indoor Grand Prix 2010
Aviva Indoor Grand Prix 2010 – halowy mityng lekkoatletyczny, który odbył się w Birmingham 20 lutego. Zawody zaliczane były do cyklu IAAF World Indoor Meetings. Podczas imprezy Fabiana Murer ustanowiła halowy rekord Ameryki Południowej w skoku o tyczce, a Lidia Chojecka poprawiła swój własny halowy rekord Polski w biegu na 2 mile.

## Rezultaty
| WR – halowy rekord świata \| ER – halowy rekord Europy \| NR - rekord kraju \| WL - najlepszy tegoroczny wynik na listach światowych \| PB - rekord życiowy \| SB - najlepszy wynik w sezonie |

### Mężczyźni
| Konkurencja               | 1. miejsce         | 1. miejsce | 2. miejsce         | 2. miejsce | 3. miejsce          | 3. miejsce |
| ------------------------- | ------------------ | ---------- | ------------------ | ---------- | ------------------- | ---------- |
| Bieg na 60 m              | Michael Rodgers    | 6.57       | Daniel Bailey      | 6.59       | Nick Smith          | 6.60 PB    |
| Bieg na 400 m             | David Gillick      | 45.52 NR   | Rabah Yousif       | 46.24 NR   | Richard Buck        | 46.52 SB   |
| Bieg na 800 m             | Marcin Lewandowski | 1:47.50    | Richard Kiplagat   | 1:47.55    | Andrew Osagie       | 1:47.71 PB |
| Bieg na 1500 m            | Deresse Mekonnen   | 3:33.10 WL | Augustine Choge    | 3:33.74 PB | Gideon Gathimba     | 3:35.40 PB |
| Bieg na 3000 m            | Sammy Mutahi       | 7:44.58    | Dejene Gebremeskel | 7:45.42 PB | Saif Saaeed Shaheen | 7:46.97    |
| Bieg na 60 m przez płotki | Dayron Robles      | 7.44 SB    | Petr Svoboda       | 7.57       | Ladji Doucoure      | 7.65 SB    |
| Trójskok                  | Christian Olsson   | 17.32 SB   | Yoandri Betanzos   | 17.30 SB   | David Giralt        | 17.26      |
| Skok wzwyż                | Jarosław Rybakow   | 2.31       | Samson Oni         | 2.28 SB    | Tom Parsons         | 2.28 PB    |

### Kobiety
| Konkurencja               | 1. miejsce          | 1. miejsce  | 2. miejsce             | 2. miejsce | 3. miejsce      | 3. miejsce |
| ------------------------- | ------------------- | ----------- | ---------------------- | ---------- | --------------- | ---------- |
| Bieg na 60 m              | Carmelita Jeter     | 7.06        | LaVerne Jones-Ferrette | 7.06       | Chandra Sturrup | 7.20 SB    |
| Bieg na 400 m             | Novlene Williams    | 52.03 SB    | Christine Amertil      | 52.43 SB   | Ebonie Floyd    | 53.16      |
| Bieg na 800 m             | Jennifer Meadows    | 1:59.11 NR  | Julija Krewsun         | 2:00.36 PB | Vicky Griffiths | 2:02.44 SB |
| Bieg na milę              | Gelete Burka        | 4:23.53 WL  | Kakedan Gezahegn       | 4:24.10 PB | Maryam Jamal    | 4:24.71 PB |
| Bieg na 2 mile            | Tirunesh Dibaba     | 9:12.23 WL  | Vivian Cheruiyot       | 9:12.35 PB | Sentayehu Ejigu | 9:12.68 PB |
| Bieg na 60 m przez płotki | Danielle Carruthers | 7.95 SB     | Anay Tejeda            | 7.96 SB    | Gemma Bennett   | 8.13 SB    |
| Skok w dal                | Naide Gomes         | 6.69 SB     | Yargelis Savigne       | 6.55 SB    | Keila Costa     | 6.54       |
| Skok o tyczce             | Fabiana Murer       | 4.82 AR, NR | Swietłana Fieofanowa   | 4.72 SB    | Anna Rogowska   | 4.72       |